# Euploeina
De Euploeina zijn een subtribus van vlinders uit de tribus van de Danaini van de familie van de Nymphalidae. De wetenschappelijke naam van de subtribus is voor het eerst gepubliceerd in 1880 door Frederic Moore.

## Geslachten
- Euploea Fabricius, 1807 (typegeslacht)
- Idea Fabricius, 1807
- Protoploea Ackery & Vane-Wright, 1984